# Luz de domingo
Luz de domingo és una pel·lícula espanyola de 2007 dirigida per José Luis Garci.

## Argument
Un fictici poble d'Astúries, Cenciella, serveix d'escenari a una història d'amor dins d'un drama rural conseqüència del caciquisme de l'Espanya del segle xix.
Un jove advocat, Urbano, arriba al poble, per a ocupar el lloc de secretari de l'ajuntament, i allí s'enamora d'una jove, Estrella, neta d'un indià, Juaco, que va tornar d'Amèrica per a fer-se càrrec d'ella. Després d'un curt festeig, i una petició formal de matrimoni, que van haver de ser autoritzades per l'avi de la jove, decideixen casar-se.
La felicitat dels nuvis es veurà interrompuda per la intervenció del cacic, que és en aquests moments alcalde del poble, don Àtila, que xoca amb el secretari que no es presta als seus manejos a l'ajuntament, i amb Juaco, l'avi d'Estrella, que no s'avé a la venda d'un solar que el cacic vol per a un dels seus fills.
Un dia que els nuvis estan en el bosc gaudint d'un moment idíl·lic, tot es transforma amb la presència del cacic, que ve a venjar-se. Es presenta acompanyat del seu criat de confiança, Longinos, i dels seus tres fills, que assalten a la parella, violant salvatgement a la noia, però com diu el cacic al seu criat quan li nega la possibilitat de fer el mateix que han fet els tres fills amb la jove, "és política, no és vici". En un altre moment l'alcalde àmplia la seva visió personal del succeït: "les dones i les lleis estan per a violar-les, sempre que ens causin problemes".
La desconcertant resposta d'Urbano no és visceral, sinó racional, sense recórrer a una venjança immediata de l'honor atropellat, com seria més pròpia dels dramones de l'època. Pensant més en Estrella i en el futur, fa que la família no denunciï ni parli de la violació, i els promesos es casen, sense que l'ocorregut serveixi més que per a entristir la felicitat de la núvia i els afins. Urbano també veu, i fa veure a Juaco, amb ulls diferents, la criatura que ve, a la qual veu més com el fill de la seva esposa que com la conseqüència del succeït.
Tanmateix la venjança es produeix passat algun temps, encara que d'una forma que li dona una certa bellesa al desenllaç d'una història trista. Finalment la parella, juntament amb el fill, es trasllada a viure a Nova York, que representa en la pel·lícula aquest món ideal, molt enyorat per l'avi, que la vida rural enmig de paisatges bells no va poder proporcionar per les ambicions d'un cacic.

## Repartiment
- Álex González - Urbano
- Alfredo Landa - Joaco
- Paula Echevarría - Estrella
- Kiti Mánver - Doña Predes
- Manuel Galiana	- Alpaca
- Toni Acosta - 	Cova
- Enrique Villén	- Longinos
- Andrea Tenuta - Parrula
- Francisco Algora - Chanfaina
- Carlos Larrañaga - Atila

## Comentaris
Basat en la novel·la de Ramón Pérez de Ayala. Segons Garci: Narra una història «molt cruel» que probablement va estar basada en fets reals que el mateix Pérez d'Ayala va presenciar de petit i van marcar la seva vida.  Al principi Elsa Pataky anava a ser la protagonista femenina, que al no poder compaginar el rodatge amb un altre projecte va ser substituïda per Paula Echevarría.
Va ser rodada entre Avilés, el Parque Natural de Redes i Oviedo.
Fou seleccionada per ser candidata als Premis Oscar 2007 al costat de Las 13 rosas i L'orfenat.

## Premis
Medalles del Cercle d'Escriptors Cinematogràfics
| Categoria              | Persona                           | Resultat   |
| ---------------------- | --------------------------------- | ---------- |
| Millor actor           | Alfredo Landa                     | Guanyador  |
| Millor actor secundari | Carlos Larrañaga                  | Guanyador  |
| Millor guió adaptat    | José Luis Garci Horacio Valcárcel | Guanyadors |
| Millor fotografia      | Félix Monti                       | Guanyador  |

XXII Premis Goya
| Categoria                    | Persona                     | Resultat |
| ---------------------------- | --------------------------- | -------- |
| Millor actor                 | Alfredo Landa               | Nominat  |
| Millor actor de repartiment  | Carlos Larrañaga            | Nominat  |
| Millor direcció artística    | Gil Parrondo                | Nominat  |
| Millor direcció de producció | Juan Carmona Salvador Gómez | Nominats |
| Millor disseny de vestuari   | Lourdes Orduña              | Nominada |